# Karankawa (jezik)
Karankawa jezik ali Karankawan /kəˈræŋkəwə/ je izumrli, nerazvrščeni jezik teksaške obale, kjer so se Karankawa selili med celino in pregradnimi otoki Teksasa. Ni bil tesno povezan z drugimi znanimi jeziki na tem območju, od katerih so mnogi prav tako slabo potrjeni in je morda bil jezikovni izolat. Ohranjenih je nekaj sto besed, zbranih v letih 1698, 1720 in 1828; v osemdesetih letih 19. stoletja so bili zbrani trije seznami od ne-Karankawa ljudi, ki so poznali nekaj besed.
Karankawa je bila včasih vključena s sosednjimi jeziki v coahuilteško družino, vendar se to zdaj šteje za dvomljivo.